# ثيسباكوساتسو غونما
ثيسباكوساتسو غونما هو نادي كرة قدم ياباني أٌسس عام 1995. يلعب النادي في دوري الدرجة الثانية الياباني.